# Darvin González Ballina
Darvin González Ballina (Balancán, Tabasco, 1954) es un político mexicano, actualmente miembro del Partido de la Revolución Democrática. Ha sido entre otros cargos diputado federal, local y actualmente presidente del PRD en Tabasco, cargo que ya había ocupado con anterioridad de 1994 a 1996.

## Biografía
Darvin González es originario de la ciudad de Balancán. Es abogado egresado de la Universidad Juárez Autónoma de Tabasco. Inicialmente fue miembro del Partido Revolucionario Institucional; partido en el que desarrolló su carrera en el sector campesino, llegando a ser líder de la Liga de Comunidades Agrarias y Sindicatos Campesinos del estado de Tabasco, sección estatal de la Confederación Nacional Campesina (CNC).
Postulado por el PRI, fue elegido diputado al Congreso de Tabasco de 1983 a 1985 por el Distrito 2 local, presidente municipal de Balancán de 1985 a 1987 y en 1988 fue postulado y electo diputado federal en representación del Distrito 2 de Tabasco a la LIV Legislatura.
En el colegio electoral que calificó la elección de diputados y en la que se enfrentaron los partidarios del PRI contra los de la oposición —el Frente Democrático Nacional y el PAN— que acusaban al PRI y al gobierno de fraude en las elecciones de 1988, fue aprobada su elección como miembro del partido oficial; sin embargo y antes del término del proceso, renunció públicamente al PRI y se sumó a la bancada cardenista.
Este hecho, complicó los esfuerzos del PRI por lograr una mayoría de diputados que le permitiera calificar sin problemas la elección presidencial, que rechazaba la opsición, y ante lo cual se realizó una maniobra de interpretación legal que bajo el argumento de que Darvin González ya no formaba parte del PRI logró se le asignara un diputado más por el principio de representación proporcional.
El 3 de noviembre de 2017 fue elegido presidente estatal del PRD en Tabasco.